# Fürstenberg/Havel
Fürstenberg/Havel – miasto w Niemczech w kraju związkowym Brandenburgia, w powiecie Oberhavel. 31 grudnia 2008 miasto zamieszkiwało 6442 osób.

## Geografia
Fürstenberg leży nad rzeką Hawelą, pomiędzy jeziorami Röblin, Baalen oraz Schwedt, ok. 21 km na południe od Neustrelitz i około 100 km od Berlina.

## Dzielnice
- Altthymen
- Barsdorf
- Blumenow
- Bredereiche
- Himmelpfort

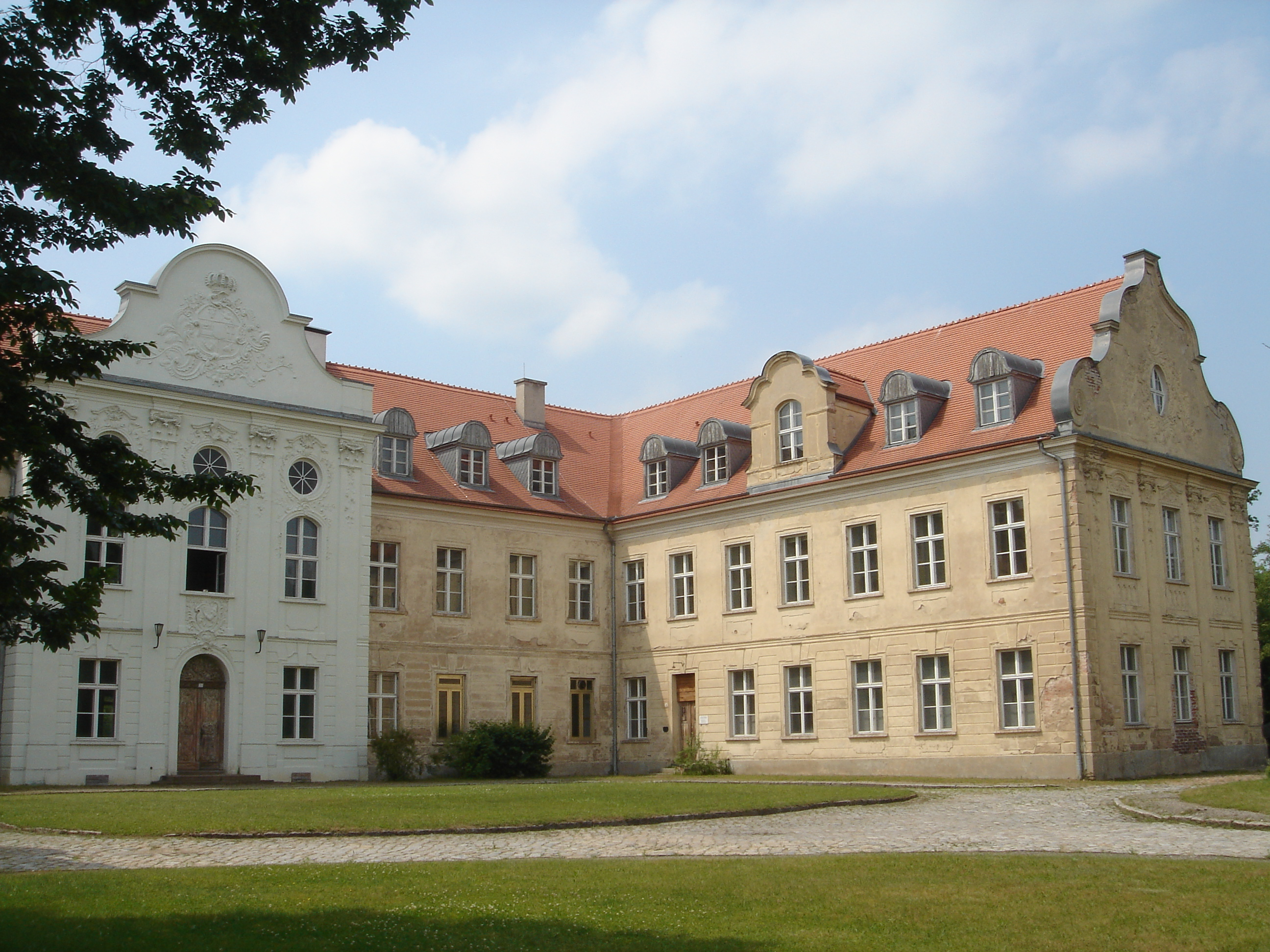
Zamek w Fürstenbergu

- Ravensbrück – podczas II wojny światowej mieścił się tutaj kobiecy obóz koncentracyjny
- Steinförde mit Großmenow
- Tornow
- Zootzen

## Turystyka
Miasto leży na drodze wodnej Haweli. Ma połączenie, poprzez system kanałów, w kierunku południowym z Berlinem, a północnym, poprzez jezioro Müritz, z Łabą.
Miasto jest ośrodkiem turystycznym, z dwiema marinami czarterującymi barki turystyczne.

## Historia
W czasie II wojny światowej działał tu obóz koncentracyjny Ravensbrück (KL).

## Współpraca
Miejscowość partnerska:
- Geldern, Nadrenia Północna-Westfalia

## Komunikacja
Fürstenberg/Havel posiada połączenie kolejowe z Poczdamem.

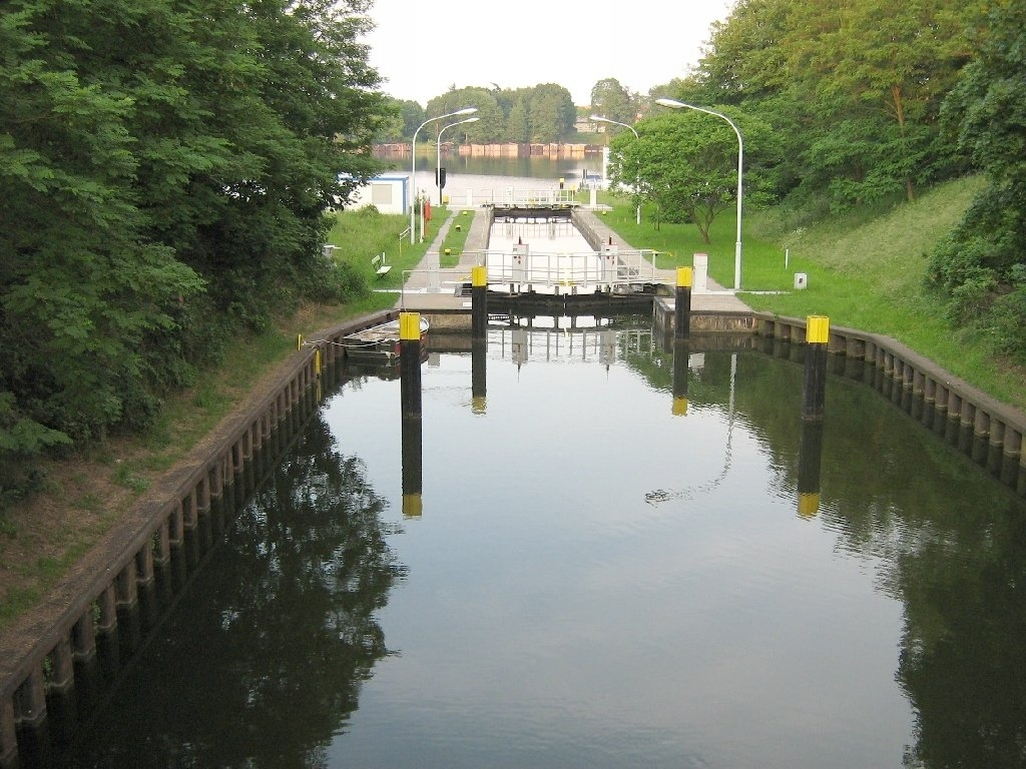
Śluza w Fürstenbergu